# Omloop Het Nieuwsblad 2009
L'Omloop Het Nieuwsblad 2009, sessantaquattresima edizione della corsa, valido come evento dell'UCI Europe Tour 2009 categoria 1.HC, si svolse il 28 febbraio 2009 per un percorso di 204,5 km. Fu vinto dal norvegese Thor Hushovd, che terminò la gara in 4h47'45" alla media di 42,641 km/h.
Dei 198 ciclisti alla partenza furono in 144 a portare a termine il percorso.

## Squadre e corridori partecipanti
| N.      | Cod. | Squadra                     |
| ------- | ---- | --------------------------- |
| 1-8     | SIL  | Silence-Lotto               |
| 11-18   | QST  | Quick Step                  |
| 21-28   | ALM  | AG2R La Mondiale            |
| 31-38   | AST  | Astana Team                 |
| 41-48   | BBO  | Bbox Bouygues Telecom       |
| 51-58   | COF  | Cofidis, le Credit en Ligne |
| 61-68   | FDJ  | Française des Jeux          |
| 71-78   | GRM  | Team Garmin-Slipstream      |
| 81-88   | LIQ  | Liquigas                    |
| 91-98   | RAB  | Rabobank                    |
| 101-108 | THR  | Team Columbia-HTC           |
| 111-118 | KAT  | Team Katusha                |
| 121-128 | MRM  | Team Milram                 |

| N.      | Cod. | Squadra                      |
| ------- | ---- | ---------------------------- |
| 131-138 | SAX  | Team Saxo Bank               |
| 141-148 | TSV  | Topsport Vlaanderen-Mercator |
| 151-158 | LAN  | Landbouwkrediet-Colnago      |
| 161-168 | AGR  | Agritubel                    |
| 171-178 | CTT  | Cervélo TestTeam             |
| 181-188 | ELK  | Elk Haus                     |
| 191-198 | ISD  | ISD-Neri                     |
| 201-208 | PSK  | PSK Whirlpool-Author         |
| 211-218 | SKS  | Skil-Shimano                 |
| 221-228 | VAC  | Vacansoleil Pro Cycling Team |
| 231-238 | PCO  | Palmans Cras                 |
| 241-248 | WIL  | Verandas Willems             |

## Ordine d'arrivo (Top 10)
| Pos. | Corridore           | Squadra         | Tempo    |
| ---- | ------------------- | --------------- | -------- |
| 1    | Thor Hushovd        | Cervélo         | 4h47'45" |
| 2    | Kevyn Ista          | Agritubel       | s.t.     |
| 3    | Juan Antonio Flecha | Rabobank        | s.t.     |
| 4    | Greg Van Avermaet   | Silence         | s.t.     |
| 5    | Marcus Burghardt    | Columbia        | s.t.     |
| 6    | Frédéric Amorison   | Landbouwkrediet | s.t.     |
| 7    | Andreas Klier       | Cervélo         | s.t.     |
| 8    | Heinrich Haussler   | Cervélo         | s.t.     |
| 9    | Niki Terpstra       | Milram          | s.t.     |
| 10   | Tom Boonen          | QuickStep       | s.t.     |